# Chevin
Pour l'espèce de Star Wars, voir chevin.
Le Chevin (en anglais : The Chevin) est le nom donné à la crête sur le côté sud de Wharfedale à Leeds, dans le Yorkshire de l'Ouest, en Angleterre. Cette crête surplombe la ville d'Otley et, à ce titre, est souvent connu comme Otley Chevin.
La crête culmine à 282 mètres d'altitude à son lieu-dit « Surprise View ». Une voie romaine passe sur la crête.
Le tableau Hannibal traversant les Alpes (1810-1812) de Joseph Mallord William Turner est réputé comme ayant été inspiré par la vue depuis le Chevin. Il a également peint en 1813 une scène de chasse intitulée Tir de la bécasse sur Otley Chevin, conservée à la Wallace Collection à Londres.
Un groupe de musique local, The Chevin (en), porte le même nom.

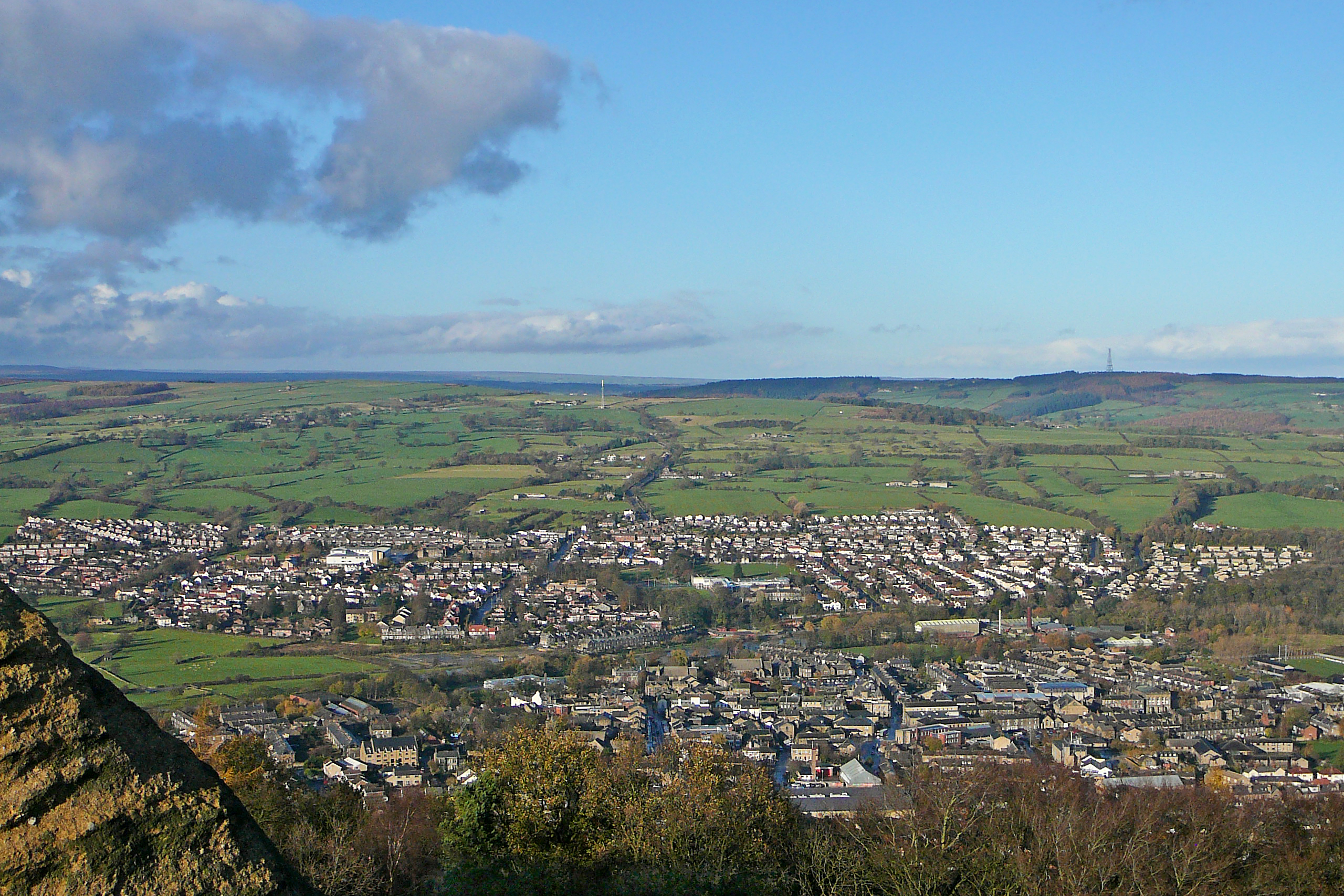
Vue de la ville d'Otley depuis le Chevin.
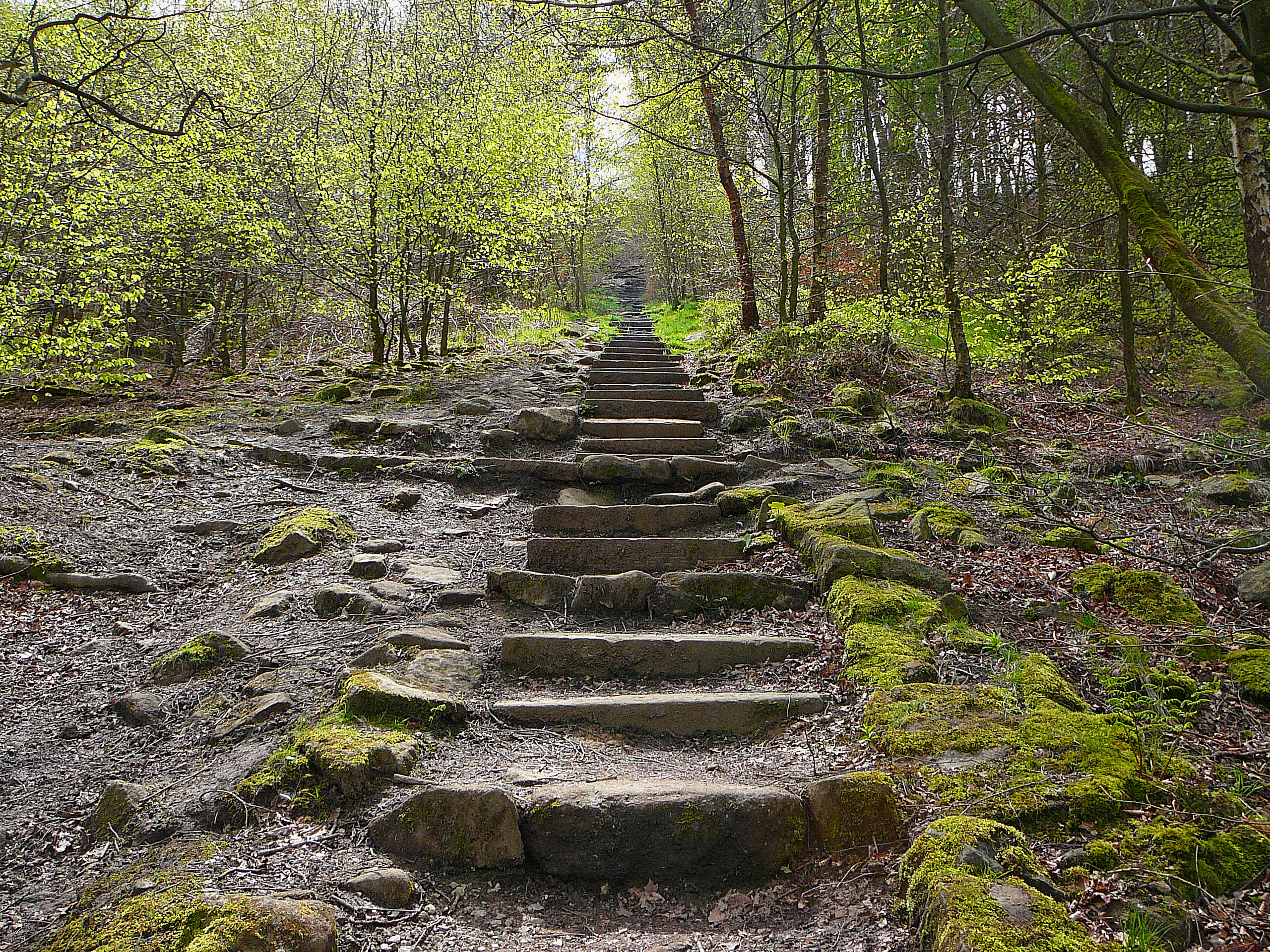
Marches de l'un des accès au Chevin.